# Аксент
Аксе́нт (Авксент) — вірменський хроніст XVII століття.
Представник вірменської аристократичної верхівки в Кам'янці-Подільському. Син Крикора, онук Ованеса. Відредагував, значно доповнив і продовжив «Кам'янецьку хроніку», складену його старшим братом Акопом (видав 1896 року у Венеції Гевонд Алішан).